# إل نيدو
إل نيدو هي بلدة ساحلية تقع في الطرف الشمالي من مقاطعة بالاوان في الفلبين، تُعد من أبرز الوجهات السياحية في البلاد، إذ تتميز بشواطئها البيضاء الناعمة ومياهها الفيروزية الصافية وتكويناتها الصخرية الكلسية المهيبة، التي تشكل منظرًا طبيعيًا خلابًا يجذب السياح من مختلف أنحاء العالم.

## الموقع والجغرافيا
تُعرف إل نيدو بأنها بوابة إلى أرخبيل باكويت، الذي يضم عشرات الجزر الصغيرة والبحيرات المخفية والكهوف البحرية، وتغطي مساحة 465.1 كيلومترًا مربعًا (179.6 ميلًا مربعًا)، ويحدها مضيق ليناباكان من الشمال، وبحر سولو من الشرق، وبحر الصين الجنوبي من الغرب. تضم إل نيدو 45 جزيرة وجزيرة صغيرة، لكل منها تكويناتها الجيولوجية الفريدة ، ما يجعل المنطقة غنية بالتنوع البيئي والمناظر الطبيعية الخلابة.
أعلى قمة فيها هي جزيرة كادلاو، التي يصل ارتفاعها إلى 640 مترًا (2100 قدم) فوق مستوى سطح البحر.

## السياحة
تشتهر إل نيدو بالأنشطة السياحية مثل الغوص، والغطس السطحي، ورحلات القوارب بين الجزر، إضافة إلى التخييم والاستمتاع بالمغامرات البحرية، كما توفر البلدة مرافق سياحية متنوعة، بما في ذلك الفنادق الصغيرة والمطاعم المحلية، مما يجعلها مقصدًا مميزًا لعشاق الطبيعة والمغامرة على حد سواء.